# Albingia-Versicherungsgesellschaft

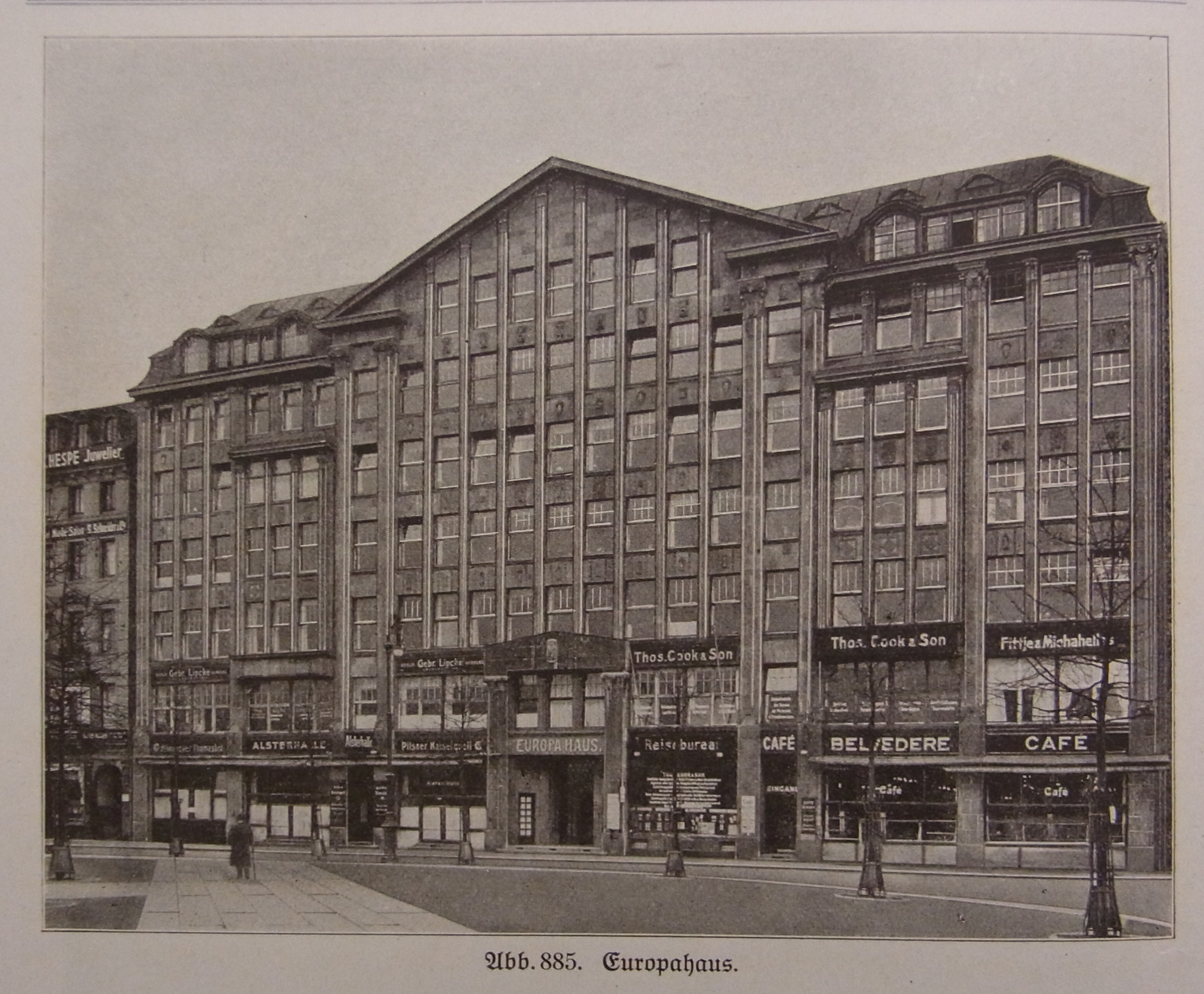
Das alte Europahaus (1914, erbaut 1909 bis 1913 von George Radel und 2003 abgerissen): frühere Hauptverwaltung der Albingia

Die Albingia Versicherungs-AG mit lateinischem Namen ("an der Elbe gelegen") war eine ehemals börsennotierte Versicherungsgesellschaft mit Sitz in Hamburg.

## Geschichte

Aktie über 100 RM der Albingia Versicherungs-AG vom 15. November 1926

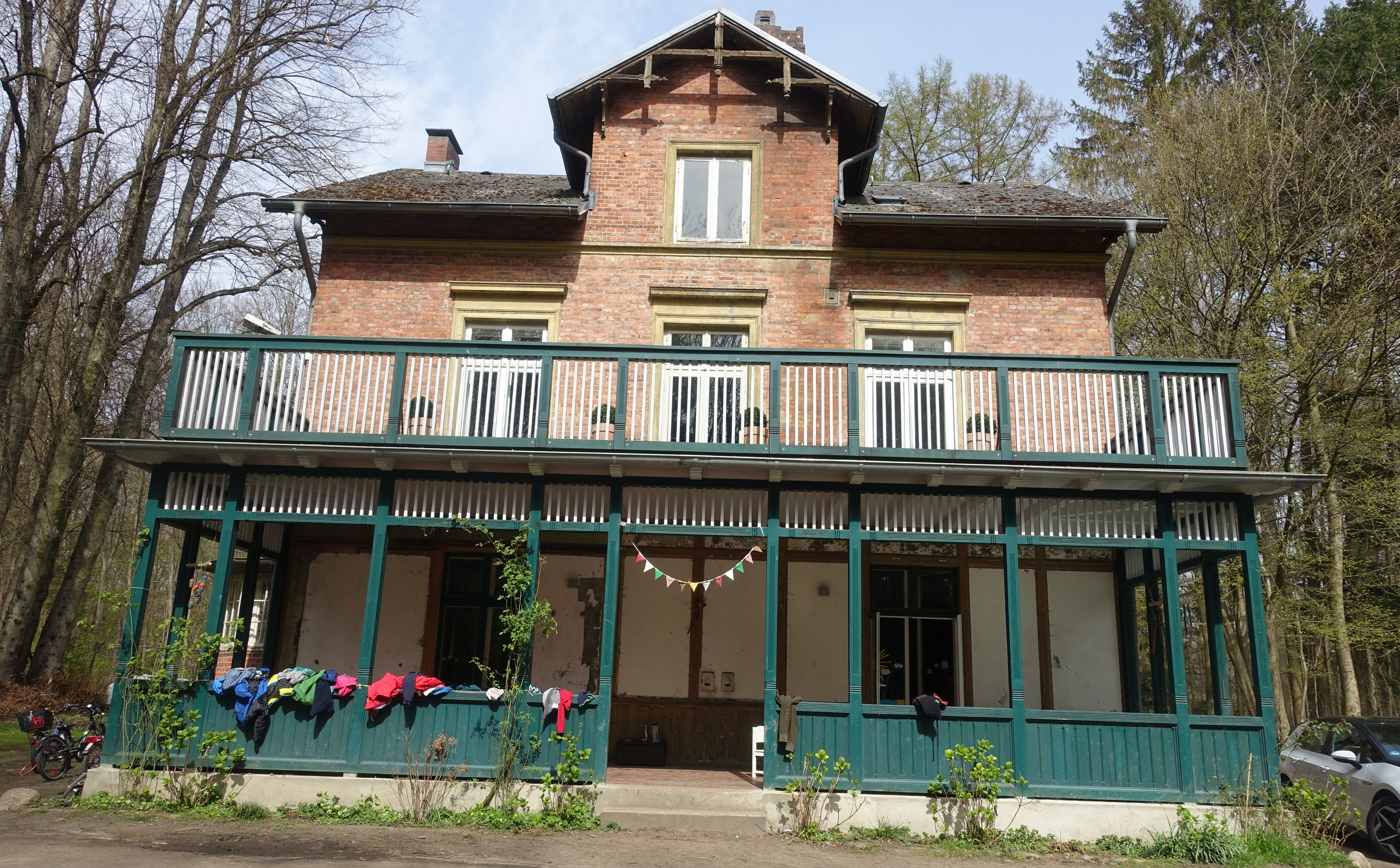
Der Landsitz des Gründers der Albinga steht im Niendorfer Gehege, Bondenwald 110a (2022) – heute Bildungs- und Begegnungsstätte

Die Albingia Versicherungsgesellschaft verdankt ihre Existenz einer Krise des Mutzenbecher-Konzerns, der sich mit seiner Rückversicherung übernommen hatte und für das direkte Geschäft eine neue Versicherung benötigte. 1901 wurde sie durch Hermann Franz Matthias Mutzenbecher als Transport- und Unfallversicherung in Hamburg gegründet. Die Albingia war eine Gründung von Maklern mit internationalen Geschäftsbeziehungen und arbeitete von Anfang an weltweit. Schon zwei Jahre nach der Gründung betrieb sie Geschäfte in Paris, Bordeaux, Antwerpen, Rotterdam, Prag, Kopenhagen, Oslo, Bergen, St. Petersburg, Shanghai und Concepción in Chile. Von dem Erdbeben in San Francisco 1906 profitierte sie und konnte andere verlustreiche Versicherungen übernehmen. 1913 kam es zu der Fusion mit der Düsseldorfer Feuer-Versicherung AG zur Albingia, Hamburg-Düsseldorfer Versicherungs-AG; 1914 zu der Fusion mit der Glas Versicherungs-AG Halensia gegr. 1908 in Halle (Saale). Von Dr. Willibald Gerlach (Mitglied im Vorstand von 1934 bis 1955) wurde die Kraftfahrtversicherung in Deutschland eingeführt. Nach Umfirmierung in Albingia Versicherungs-AG im Jahr 1923 und nach wirtschaftlichen Schwierigkeiten in der Weltwirtschaftskrise, kam durch persönliche Verbindungen von Harald Mandt, der 1930 die Unternehmensleitung als Generaldirektor übernahm, eine Aktienmehrheit 1929 zu dem britischen Guardian-Assurances-Konzern. Die Albingia hatte ihre Hauptverwaltung in Hamburg im Europahaus an der Alster, die 1909 bis 1913 von George Radel erbaut, 2003 abgerissen und 2006 durch die Europa Passage ersetzt wurde. Geplant war eine neue Hauptverwaltung im Berliner Bogen.

## Wiederaufbau nach 1945
In den Nachkriegsjahren schlug die Albingia im Vertrieb neue Wege ein. Sie hatte zuvor außer mit Maklern und Mehrfachagenten in großem Umfang mit nebenberuflichen Vertretern gearbeitet. Nun wurde eine eigene Organisation hauptberuflicher Versicherungsvertreter aufgebaut. Die Geschäftspolitik konzentrierte sich auf den Inlandsmarkt, wenn auch die Rückversicherung weltweit weiter im geringeren Umfang betrieben wurde. Besonders in Frankreich war die Albingia gut im Geschäft mit technischen Versicherungen. Im Jahre 1952 wurde mit der Übernahme der "Terra" Lebensversicherung eine eigene Lebensversicherung gegründet. In den 1960er und zu Beginn der 1970er Jahre wurden durch zahlreiche Kooperationen auch Kranken- und Rechtsschutzversicherung vertrieben.
Die Albingia pflegte einen Führungsstil, der selbständiges Arbeiten und Mitverantwortung förderte. Nur durch Übertragung von Verantwortung, so glaubte man, werden Verantwortungsgefühl und Entscheidungsfreude erzeugt. Dazu gehört auch eine gute Ausbildung und Weiterbildung. Die Versicherung beteiligte ihre Mitarbeiter am Gewinn, der satzungsgemäß nach festgelegten Regeln zwischen Arbeit und Kapital aufgeteilt wurde.

## Eingliederung und Abwicklung
1999 wurde Guardian Royal Exchange von dem Axa-Versicherungskonzern erworben und Axa kam somit im Mai 1999 in Besitz einer Mehrheitsbeteiligung von 83,7 % an der Albingia-Gruppe. Im Zuge der Eingliederung in die Axa-Gruppe wurde die 1990 gegründete Albingia Krankenversicherung im Oktober 1999 an die HanseMerkur Versicherungsgruppe veräußert und im darauffolgenden Jahr in HanseMerkur Spezial Krankenversicherung umfirmiert. Die Albingia wurde im Jahr 2000 auf die deutsche Axa-Tochter, Axa Konzern AG (vormals Axa-Colonia), verschmolzen; damit erfolgte auch das Delisting der Albingia-Aktien.
Die Marke Albingia ist seitdem vom deutschen Versicherungsmarkt verschwunden. Die weiterhin bestehende französische Tochtergesellschaft wurde 2003 an einen Private-Equity-Investor verkauft und tritt in Frankreich weiterhin unter dem Namen Albingia auf.
Das Bildungszentrum der Albingia "Harald-Mandt-Haus" in Hamburg-Rissen ist heute das  Kinder-Hospiz Sternenbrücke.

## Vorsitzender des Vorstandes
- Hermann Franz Matthias Mutzenbecher (1907–1930)
- Harald Mandt (1930–1956)
- Herbert von Moller (1956–1967)
- Jobst von der Meden (1967–1981)
- Herbert Singer (1981–1989)
- Volker Bremkamp (1989–2000)